# Strukturelle Gewalt
Strukturelle Gewalt bezeichnet die Vorstellung, dass Gewaltförmigkeit auch staatlichen bzw. gesellschaftlichen Strukturen inhärent sei – in Ergänzung zum klassischen Gewaltbegriff, der einen unmittelbaren personalen Akteur annimmt. In besonderer Weise formulierte der norwegische Friedensforscher Johan Galtung ab 1971 eine solche Theorie. Beispiele für strukturelle Gewalt im Sinne Galtungs sind Altersdiskriminierung, Klassismus, Elitarismus, Ethnozentrismus, Nationalismus, Speziesismus, Rassismus und Sexismus.

## Der Ansatz von Galtung
Johan Galtung ergänzte den traditionellen Begriff der Gewalt, der vorsätzlich destruktives Handeln eines Täters oder einer Tätergruppe bezeichnet, um die strukturelle Dimension:

„Strukturelle Gewalt ist die vermeidbare Beeinträchtigung grundlegender menschlicher Bedürfnisse oder, allgemeiner ausgedrückt, des Lebens, die den realen Grad der Bedürfnisbefriedigung unter das herabsetzt, was potentiell möglich ist.“

Diesem erweiterten Gewaltbegriff zufolge ist das Zurückbleiben der aktuellen Selbstverwirklichung hinter der in einer Gesellschaft möglichen Selbstverwirklichung eine Form von Gewalt. Wenn Menschen im Mittelalter an Tuberkulose stürben, wäre dies nicht unbedingt Gewalt, weil die Medizin noch nicht weit genug entwickelt war. Wenn heute Menschen an Tuberkulose sterben, könne dies hingegen auf strukturelle Gewalt zurückgeführt werden.
Unter Strukturelle Gewalt fallen alle Formen der Diskriminierung, die ungleiche Verteilung von Einkommen, Bildungschancen und Lebenserwartungen, sowie das Wohlstandsgefälle zwischen der ersten und der Dritten Welt. Auch eingeschränkte Lebenschancen auf Grund von Umweltverschmutzung oder die Behinderung emanzipatorischer Bestrebungen werden hierunter subsumiert. Gewalt kann in dieser umfassenden Definition, die allein die Effekte benennt, nicht mehr konkreten, personalen Akteuren zugerechnet werden. Sie basiere nurmehr auf Strukturen einer bestehenden Gesellschaftsformation, insbesondere auf gesellschaftlichen Strukturen wie Werten, Normen, Institutionen oder Diskursen sowie Machtverhältnissen.
Diese Begriffsbestimmung verzichtet auf die Voraussetzung, dass, um von Gewalt sprechen zu können, eine Person oder Gruppe subjektiv Gewalt empfinden muss. Strukturelle Gewalt werde von den Opfern oft nicht einmal wahrgenommen, da die eingeschränkten Lebensnormen bereits internalisiert seien.
Galtung stellte sein Verständnis von „struktureller Gewalt“ erstmals 1971 in einem längeren Aufsatz vor. 1975 erschien ein Buch zum Thema. 1996 fügte er die strukturelle Gewalt als neben personaler und kultureller Gewalt als einen der drei Pole in sein Konzept eines interdependenten Gewaltdreiecks ein.

## Begriffsgeschichte
Vor und nach Galtung gab es weitere Autoren, die eine Gewaltförmigkeit staatlicher bzw. gesellschaftlicher Strukturen beschrieben.
Bertolt Brecht interpretierte den im 5. Jahrhundert vor Christus lebenden chinesischen Philosophen Me-Ti:

„Es gibt viele Arten zu töten. Man kann einem ein Messer in den Bauch stechen, einem das Brot entziehen, einen von einer Krankheit nicht heilen, einen in eine schlechte Wohnung stecken, einen durch Arbeit zu Tode schinden, einen zum Suizid treiben, einen in den Krieg führen usw. Nur weniges davon ist in unserem Staat verboten.“

Der Gedanke, dass Gewalt auch in den gesellschaftlichen Verhältnissen selbst begründet sein kann, findet sich auch bei Karl Marx. So schreiben die Postmarxisten Michael Hardt und Antonio Negri:

„Die Theorie der Ausbeutung muss die tägliche strukturelle Gewalt des Kapitals gegen die Arbeiter erkennen lassen, die diesen Antagonismus hervorbringen, und dient umgekehrt den Arbeitern als Grundlage, um sich zu organisieren und sich der kapitalistischen Kontrolle zu verweigern.“

Ähnlich die Kritische Theorie, vor allem Herbert Marcuse und sein 1964 erschienenes Werk Der eindimensionale Mensch. Hier werden die pluralistischen Demokratien der westlichen Welt als repressive, ja „totalitäre“ Gesellschaften beschrieben, die sich auf Indoktrination, Manipulation, Ausbeutung und Krieg gründeten. Kritik bleibe fruchtlos, da sie in das „eindimensionale“ System von Politik, Wirtschaft und Kulturindustrie integriert würde.
Der französische Philosoph und Historiker Michel Foucault, dessen Anfang der 1970er Jahre entstandene Diskurs-Theorie strukturalistisch und apersonal geprägt ist, entwickelte in seinem Werk Überwachen und Strafen (1975) ebenfalls sozialkritische Gedanken, die auf strukturelle Gewalt abzielen. Auf Foucaults Theorie der Gouvernementalität beziehen sich heute zahlreiche Philosophen, so auch Giorgio Agamben.

## Legitimation von Gegengewalt
Schon vor Galtung wurde die Vorstellung von den gesellschaftlichen Strukturen inhärenter Gewalt zur Legitimation von Widerstand und Gegengewalt herangezogen.
Herbert Marcuse betonte, dass es für unterdrückte Minderheiten ein Naturrecht auf Widerstand gebe: Wenn diese Minderheiten Gewalt anwendeten, so begönnen sie keine neue Kette von Gewalttaten, sondern zerbrächen die etablierte. Dabei ist er der Ansicht, dass eine Überwindung der entsprechenden Zustände im Wege der Reform nicht möglich sei. Wenn die strukturelle Gewalt den kritisierten Gesellschaftsformen wesenshaft inhärent ist, so bedarf es eines revolutionären Prozesses, um sie aufzubrechen.
Der Vordenker der Studentenbewegung Rudi Dutschke erklärte nach der Erschießung von Benno Ohnesorg bei der Demonstration am 2. Juni 1967 in West-Berlin:

„Alles politische Handeln hier steht und fällt jetzt im Kontext der internationalen revolutionären Bewegungen. […] Der Staat hat gezeigt, zu welchen Mitteln er greift, wenn eine Bewegung auf ihr Recht, das Recht auf Widerstand pocht. Da haben wir da die richtige Antwort nicht gefunden, wir dürfen aber von vornherein nicht auf eigene Gewalt verzichten, denn das würde nur ein Freibrief für die organisierte Gewalt des Systems bedeuten.“

Die RAF rechtfertigte revolutionäre Gewalttaten mit der vorgängigen „Gewalt des Systems“. Ulrike Meinhof schrieb im Gründungsmanifest der RAF, „Das Konzept Stadtguerilla“ 1971:

„Stadtguerillla heißt, sich von der Gewalt des Systems nicht demoralisieren zu lassen. […] Die Parole der Anarchisten ‚Macht kaputt, was euch kaputt macht‘ zielt auf die direkte Mobilisierung der Basis, der Jugendlichen in Gefängnissen und Heimen, in Schulen und in der Ausbildung, richtet sich an die, denen es am dreckigsten geht, zielt auf spontanes Verständnis, ist die Aufforderung zum direkten Widerstand. Die Black-Power-Parole von Stokely Carmichael: ‚Vertrau deiner eigenen Erfahrung!‘ meinte eben das. Die Parole geht von der Einsicht aus, daß es im Kapitalismus nichts, aber auch nichts gibt, das einen bedrückt, quält, hindert, belastet, was seinen Ursprung nicht in den kapitalistischen Produktionsverhältnissen hätte, […]“

Albert Fuchs, Mitglied des Instituts für Friedensarbeit und gewaltfreie Konfliktaustragung, schrieb:

„Bei Galtung geht es um die Skandalisierung herrschender Verhältnisse, Diskreditierung ihrer Repräsentation und Agenten und Rechtfertigung von Widerstand gegen diese Verhältnisse.“

## Rezeption
Galtungs Ansatz wurde in der wissenschaftlichen Literatur vielfach rezipiert. In den 1970er und 1980er Jahren wurde er verschiedentlich herangezogen, etwa zur Analyse des Imperialismus und des Nord-Süd-Konflikts. Viele Richtungen der Soziologie und Politikwissenschaft zögerten allerdings, den Begriff zu übernehmen, einerseits wegen des Verdachts seiner ideologischen Verwendung, andererseits fürchtete man, dass er von dem eingeführten und wohldefinierten Begriff „Herrschaft“ fast ununterscheidbar sei.
2017 hat Peter Imbusch eine Revitalisierung des Konzepts der strukturellen Gewalt vorgeschlagen.

## Kritik
Der Staatsrechtler Josef Isensee sah in der „Lehre von struktureller Gewalt, die von der neomarxistischen Richtung der sog. Friedensforschung vertreten wird“, ein „Legitimationsschema zum Bürgerkrieg gegen das ‚kapitalistische‘ System“:

„‚Frieden‘ und (sozialistisch verstandene) soziale Gerechtigkeit werden in eins gesetzt. Soziale Ungerechtigkeit gilt als (strukturelle) Gewalt, gegen die (physische) Gegengewalt gerechtfertigt wird (vgl. J. Galtung, Strukturelle Gewalt, dt. Ausgabe 1975). Die begriffliche Identifikation verschiedener staatsethischer Ziele liefert das Legitimationsschema zum Bürgerkrieg gegen das ‚kapitalistische‘ System.“

Gustav Däniker, ehemaliger Stellvertretender Chef des Generalstabs der Schweizer Armee, schrieb in einer Analyse des Terrorismus im Jahrbuch für internationale Sicherheitspolitik:

„Nährboden waren insbesondere auch die Theorien systemkritischer Denker betreffend die sogenannte strukturelle Gewalt innerhalb demokratisch verfaßter Staaten, die es zu brechen gelte. Vom Schlachtruf: Macht kaputt, was Euch kaputt macht bis zum Slogan Wenn Recht zu Unrecht wird, wird Widerstand zur Pflicht übten Kampfparolen eine Faszination aus, die durch den verbleibenden neomarxistischen und neotrotzkistischen harten Kern der 68-er Generation als Freipaß für die letzte befreiende Tat interpretiert wurden.“

Laut dem Soziologen Helmut Willems werden linksextremistisch motivierte Gewalttaten mit Verweis auf eine „strukturelle Gewalt des Systems“ gerechtfertigt.
Der Politikwissenschaftler Dieter Nohlen kritisiert, dass der Begriff schwammig bleibe, da Galtung sich dagegen gewehrt habe, ihn präzise zu explizieren. Seine Inhalte blieben daher fließend. Mehr als dass strukturelle Gewalt schlecht sei, bewusst gemacht und so überwunden werden müsse, sage der Begriff letztlich nicht aus.
Der Soziologe Andreas Braun (Universität Bielefeld) hat 2021 gegen das Konzept der strukturellen Gewalt eingewendet, dass es gar nicht auf Gewalt (violentia), sondern auf Macht (potestas) abziele. In seinem Beitrag widersprach er auch Imbusch, der das Konzept 2017 wiederzubeleben versucht und dabei postuliert hat, dass die Engfassung des Gewaltbegriffs auf explizite physische Gewalt und damit verbundenen Leids eine nicht zu rechtfertigende Fokussierung darstelle. Braun hielt dagegen, dass gerade diese enge Definition es erlaube, Gewalt und Macht analytisch trennscharf zu behandeln, was auch der Friedens- und Konfliktforschung zugutekomme.